# Leandrão
Leandro Costa Miranda Moraes (ur. 18 lipca 1983) – brazylijski piłkarz występujący na pozycji napastnika.

## Kariera piłkarska
Od 2001 roku występował w SC Internacional, Botafogo, Vissel Kobe, Daejeon Citizen, Ulsan Hyundai, Chunnam Dragons, Vitória, Sport Recife, ABC, Ponte Preta, São Caetano, Rio Branco, Hapoel Akka, Remo, Novo Hamburgo, Brasil Pelotas, CR Vasco da Gama i Boavista.